# Annals of Mathematics
Annals of Mathematics – jedno z najbardziej prestiżowych naukowych czasopism matematycznych na świecie. Jest w szczególności jednym z trzech czasopism (tzw. top journals) uwzględnianych przy ustalaniu dziedzinowego rankingu (Global Ranking of Academic Subjects) rankingu szanghajskiego dla matematyki. W 2022 miało też np. najwyższy wskaźnik SJR (SCImago Journal Rank) spośród wszystkich czasopism kategorii Mathematics (miscellaneous). 
Publikuje ono jedynie artykuły napisane w angielskim, francuskim lub niemieckim. Są one indeksowane i opisywane w Mathematical Reviews i zbMATH Open. Czasopismo jest obecnie (2023) dwumiesięcznikiem.

## Tematyka i komitet redakcyjny
Pismo publikuje ważne oryginalne prace badawcze bez żadnych ograniczeń tematycznych.
W składzie Komitetu Redakcyjnego (Editorial Board) czasopisma znajdują się (stan z roku 2023): 
| Helmut Hofer        | Institute for Advanced Study                      |
| Nicholas M. Katz    | Princeton University                              |
| Sergiu Klainerman   | Princeton University                              |
| Fernando C. Marques | Princeton University                              |
| Assaf Naor          | Princeton University                              |
| Peter Sarnak        | Institute for Advanced Study/Princeton University |
| Zoltán Szabó        | Princeton University                              |

Redaktorami pomocniczymi (Associate Editors) są natomiast: Ian Agol, Frank Calegari, Jacob Fox, Alex Lubotzky, Russell Lyons, William Minicozzi i Pham Huu Tiep.

## Historia
Czasopismo zostało założone w 1884 przez Ormonda Stone'a na Uniwersytecie Wirginii. W 1899 jego wydawcą został Uniwersytet Harvarda, a w 1911  Uniwersytet Princeton. Od 1933 redagowane jest wspólnie przez Uniwersytet Princeton i Institute for Advanced Study.